# Maria Katzgrau
Maria Katzgrau (* 4. April 1912 in Aachen; † 7. März 1998 ebenda) war eine deutsche Malerin, Grafikerin und Glasmalerin.

## Leben und Werk
Geboren und aufgewachsen in Aachen, studierte sie an der Kunstgewerbeschule Aachen bei Rudolf Schwarz und wurde dort Meisterschülerin und Assistentin von Anton Wendling. Sie beschäftigte sich mit dem Glasdesign, der Monumentalmalerei und der Grafik. Werke von ihr befinden sich außer in Deutschland auch in Island, Grönland und im Vatikanischen Museum. Drei Kirchen hat sie in Island mit Fenstern versehen: In der Kirche in Höfn in Hornafjördur 1966, in der evangelischen Kirche in Hafnarfjord 1971 und in der Kirche von Siglufjord 1974.
Maria Katzgrau starb wenige Wochen vor Vollendung ihres 86. Lebensjahres am 7. März 1998 in Aachen.

## Werk

### Glasfenster

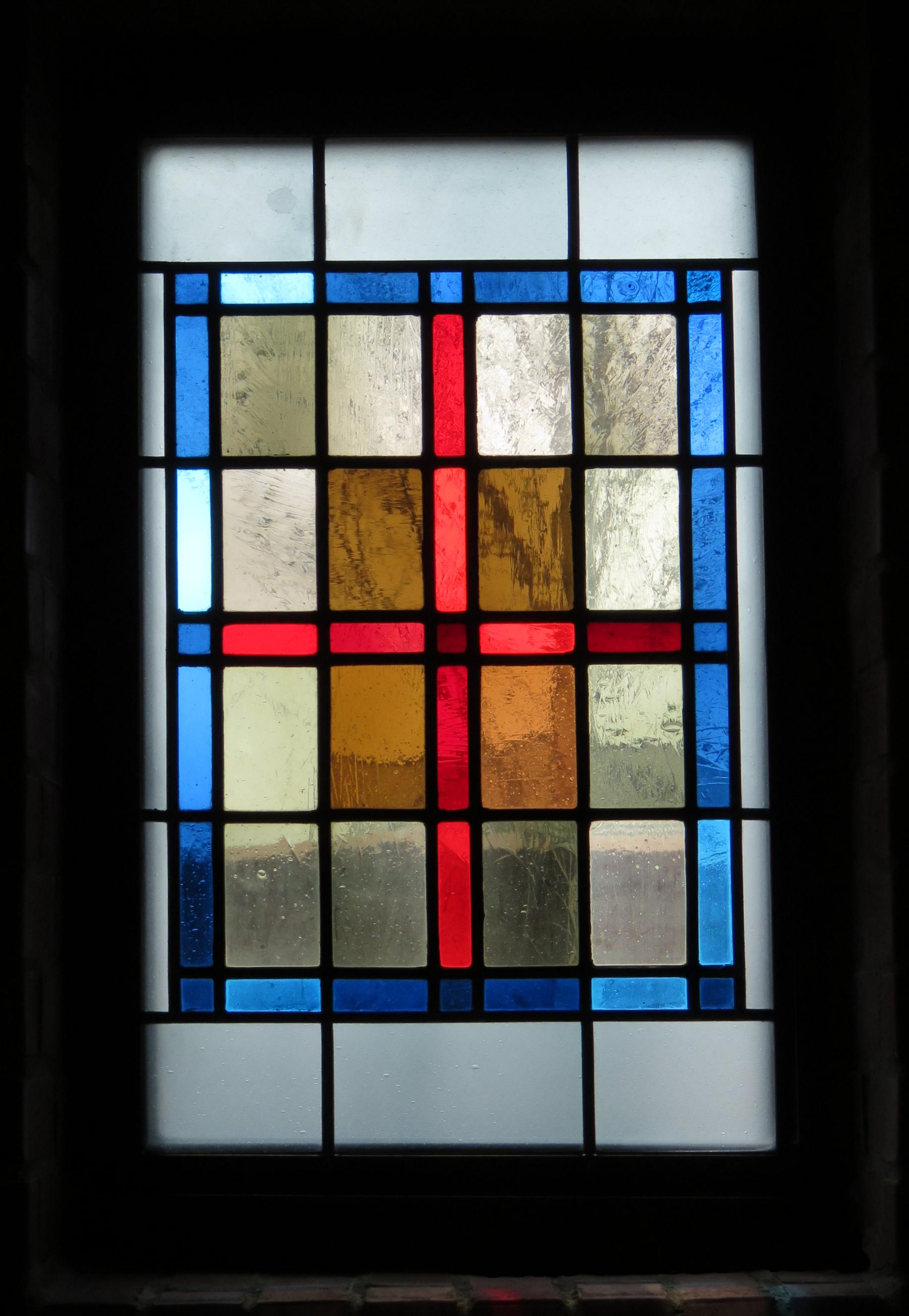
Fenster aus dem Eingangsbereich von St. Martinus in Borschemich, nach Abriss der Kirche transloziert nach St. Martinus in Borschemich (neu)

| Ort                          | Kirche / Kapelle                      | Ausführende Glaswerkstatt | Jahr      |
| ---------------------------- | ------------------------------------- | ------------------------- | --------- |
| Aachen                       | Aachener Dom (Ungarnkapelle)          | Oidtmann                  | 1993      |
| Aachen                       | St. Bonifatius                        | Oidtmann                  | 1972/1974 |
| Aachen                       | Heilig-Kreuz-Kirche                   | Oidtmann                  | ?         |
| Aachen                       | Ordensgemeinschaft der Elisabethinnen | Oidtmann                  | 1973      |
| Aachen                       | St. Andreas (Werktagskapelle)         | Oidtmann                  | 1986      |
| Borschemich                  | St. Martinus                          | Oidtmann                  | 1949/1950 |
| Dürboslar                    | St. Ursula                            | Oidtmann                  | 1955–58   |
| Duisburg                     | St. Anna                              | Oidtmann                  | 1962      |
| Ederen                       | St. Pankratius                        | Oidtmann                  | 1967/1968 |
| Eschweiler                   | Dreieinigkeitskirche                  | Oidtmann/Derix            | 1956/1958 |
| Eschweiler-Nothberg          | St. Cäcilia                           | Oidtmann (Linnich)        | 1955      |
| Heimbach                     | St. Martinus (Hergarten)              | Oidtmann                  | 1955      |
| Herzogenrath                 | St. Matthias                          | Oidtmann                  | 1949/1950 |
| Houverath                    | St. Laurentius                        | Oidtmann (Linnich)        | 1949      |
| Hürtgenwald                  | St. Antonius                          | ?                         | 1951      |
| Königshoven                  | Neu-St. Peter                         | Oidtmann                  | ?         |
| Lippstadt-Esbeck             | St. Severinus                         | Derix (Kevelaer)          | ?         |
| Ringen                       | St. Dionysius                         | ?                         | ?         |
| Stolberg (Rheinland)         | St. Lucia (Sakraments-Kapelle)        | Oidtmann (Linnich)        | 1970      |
| Würselen (Ortsteil Euchen)   | St. Willibrord                        | Oidtmann                  | um 1950   |
| Kulusuk (Kap Dan) (Grönland) | Kirche                                | Oidtmann (Linnich)        | 1970      |
| Siglufjord, Nord-Island      | Kirche                                | Oidtmann (Linnich)        | 1974      |
| Tenholt                      | St. Antonius                          | Oidtmann                  | 1946/1948 |
| Wetten                       | St. Petrus                            | Derix                     | 1947      |

### Andere Werke
Neben ihren Glasarbeiten schuf Maria Katzgrau auch andere Werke, wie das in der Kirche St. Michael in Aachen. Dort wurde von ihr 1951 ein mehrere Meter großes Graffito des heiligen Michaels geschaffen, das bei der Neugestaltung der Kirche nach der Übernahme durch die griechischen Gemeinde St. Dimitrios verloren ging.